# Izak Gross
Izak Gross (Gesztely kod Miškolca, 26. listopada 1835. – Daruvar, 18. siječnja 1906.), hrvatski rabin, organizator školstva Židova u Daruvaru

## Životopis
Rodio se u Gesztelyu. Studirao za rabina u Slovačkoj, na Ješivi u Požunu. Bio je rabin u Fogarašu. Zatim je bio učitelj na židovskoj školi u Brašovu. Oko 1860. bio je rabinov namjesnik u tamošnjoj židovskoj općini.U Daruvaru je židovska zajednica u međuvremenu toliko narasla da je došla u potrebu za duhovnim propovjendikom. Po dolasku s obitelji u Daruvar 1872. iz Brašova posvetio je izgrađeni hram. Tad je izabran za rabina. Obnašao sve religiozno-ritualne dužnosti. Bio je predmolitelj, šohet, mohel. Pokrenuo je židovsku školu, koja je bila treća vjerska škola u Daruvaru, uz katoličku i pravoslavnu. Bio je u prijateljskim odnosima s mjesnim župnikom. Pripisuje mu se zasluga za osnivanje pjevačkog društva Lahor. Učenici židovske škole većinom su bili židovske vjeroispovijesti, ali bilo je i kršćanske djece. Njegova je škola prestala raditi 1896. godine.
Bio je sklon filozofiji, umjetnosti i glazbi, a svjetonazorski bio je proliberal. Imao je suprugu i petoro djece. Kći Lujzu oženio je Ezra Ukrainčik.